# بطولة العالم للكرة الطائرة ناشئين 2013
أقيمت بطولة العالم تحت 19 عام 2013 لفرق FIVB للكرة الطائرة للناشئين في تيخوانا ومكسيكالي ، المكسيك ، في الفترة من 27 يونيو إلى 7 يوليو 2013.  كانت هذه هي الطبعة الأولى من البطولة التي تضم 20 فريقًا.

## الترتيب النهائي
| مركز   | فريق             |
| ------ | ---------------- |
| الأول  | روسيا            |
| الثاني | الصين            |
| الثالث | بولندا           |
| 4      | إيران            |
| 5      | البرازيل         |
| 6      | الأرجنتين        |
| 7      | كوبا             |
| 8      | فرنسا            |
| 9      | بلجيكا           |
| 10     | كوريا الجنوبية   |
| 11     | فنلندا           |
| 12     | مصر              |
| 13     | تشيلي            |
| 14     | المكسيك          |
| 15     | تركيا            |
| 16     | الولايات المتحدة |
| 17     | اليابان          |
| 18     | تونس             |
| 19     | الجزائر          |
| 20     | رواندا           |

| بطولة العالم للكرة الطائرة ناشئين 2013 |
| -------------------------------------- |
| · روسيا · للمرة الثالثة                |